# Boogie, el aceitoso (pel·lícula)
Boogie, el aceitoso  és una pel·lícula argentina d'animació, acció i humor negre de 2009, basada en el ersonatge homònim creat per Roberto Fontanarrosa. Va ser dirigida per Gustavo Cova i compta amb les veus de Pablo Echarri com Boogie i Nancy Dupláa com Marcia a l'Argentina, i per Jesús Ochoa (Boogie) i Susana Zabaleta (Marcia) a Mèxic. Va ser la primera pel·lícula en 3D feta a l'Argentina i la segona feta a Mèxic. Es va estrenar el 22 d'octubre de 2009.

## Argument
El soldat de la Guerra de Vietnam Boogie s'està tornant vell i la seva fama de pinxo està en dubte. Quan el mafiós Sonny Calabria el contempla per eliminar a Marcia, la testimoni que podria enviar-lo a presó, Boogie és descartat per les seves altes pretensions (mig milió de dòlars per fer aquest treball). Un assistent de Calabria el convenç d'utilitzar a un altre assassí de mètodes més moderns i que demana menys diners pel treball. No obstant això, Boogie segresta a Marcia i després extorqueix Calabria demanant-li un milió de dòlars a canvi que Marcia no es presenti a declarar. Calàbria, després d'haver fracassat en els seus intents per eliminar a Boogie (que ha eliminat a tots els pinxos enviats pel capo), decideix recórrer a Blackburn per a executar a Boogie.

## Repartiment de veu
- Pablo Echarri  - Boogie
- Nancy Dupláa - Marcia
- Nicolás Frías - Blackburn
- Marcelo Armand - Jones
- Rufino Gallo - Sony Calabria

## Producció
Gustavo Cova va ser contactat per José Luis Massa, amo de Illusion Studios, que estaven treballant en un projecte de la pel·lícula. Roberto Fontanarrosa, creador del personatge d'historietes, havia llegit i editat un guió provisional. Fontanarrosa va morir poc després, però es va decidir continuar amb el projecte. Cova va considerar més tard que podrien arribar a fer el pas del còmic al cinema sent fidels a l'estil dels personatges i a l'estil del propi Fontanarrosa. Va considerar que la pel·lícula hagués estat grotesca si s'hagués fet amb actors, però sent humorística va funcionar millor.
La pel·lícula va tenir un cost de dos milions i mig de dòlars.
A diferència de les tires còmiques , que estan fetes amb acudits curts, la pel·lícula no està feta amb una sèrie de plans curts sinó amb una gran trama. No obstant això, moltes de les tires còmiques creades per Fontanarrosa es van incloure com a part de la trama. Boogie també manca en les tires còmiques d'una companya femenina: encara que Marcia existeix en aquests mitjans, és només un més de molts altres personatges secundaris abusats o insultats per Boogie. El personatge de Marcia en la pel·lícula recull en un sol personatge situacions de molts altres. També va ser dissenyada com una femme fatale , malgrat la falta de tals personatges en l'obra de Fontanarrosa.

## Recepció
A l'Argentina, aquesta pel·lícula es va estrenar en el lloc #3 darrere de Surrogates i El secreto de sus ojos, recaptant $661.954 pesos argentins.
A IMDb la pel·lícula té una puntuació de 6.4, en Filmaffinity té una puntuació de 5.6, i a Rotten Tomatoes té un percentatge de 43% d'aprovació.